# CE Luxembourg 1915
CE Luxembourg 1915 – klub szachowy z siedzibą w mieście Luksemburg, czterokrotny mistrz kraju.

## Historia
Klub został założony 15 grudnia 1915 roku pod nazwą SK Bonneweg. W 1920 roku zmieniono nazwę na SK Luxemburg, a w latach 30. – na Luxembourg Gare. W 1931 roku klub był współzałożycielem FLDE. W latach 50. nazwa klubu została zmieniona na CE Luxembourg 1915. W latach 1951, 1957, 1958 i 1959 drużyna zdobyła mistrzostwo Luksemburga.
W sezonie 2015/2016 zespół powrócił do Division Nationale, zajmując wówczas szóste miejsce. W kadrze drużyny znajdował się wówczas m.in. Sébastien Feller. Po rundzie wstępnej sezonu 2016/2017 ze względu na nieprawidłowości w składzie klub został zdyskwalifikowany. W 2019 roku klub powrócił na najwyższym poziom rozgrywek, uzyskując czwartą pozycję.